# Мартини-Хенри
Мартини-Хенри (енгл. Martini-Henry), британска спорометна пушка острагуша конструисана 1871, заменивши дотадашње импровизоване острагуше Снајдер-Енфилд из 1866. године. У српским земљама позната као Мартинка.

## Карактеристике
Позната и под именом Пибоди-Мартини-Хенри, ова пушка користила је масивни затварач (као код пушке Пибоди), који се спуштао наниже под правим углом у односу на осу цеви обарањем полуге испод кундака, чиме се отварао сандук и цев ручно пунила сједињеним метком у металној чахури. Повлачењем полуге навише цев се затварала и напињала се ударна игла у затварачу, чиме је пушка била спремна за паљбу. Цев пушке имала је 7 урезаних жлебова, а избацивала је до 11 метака у минуту, масе зрна око 31.10 грама.

## У Србији и Црној Гори
Током српско-турских ратова 1876-1878, Србија и Црна Гора су заплениле знатан број турских пушака. При томе, основно оружје турске пешадије тог времена биле су пушке Мартини-Хенри, део коњице био је наоружан за оно време модерним пушкама Хенри-Винчестер, док су башибозук и резервисти били  наоружани пушкама Снајдер и старијим каписларама спредњачама.
Тако је српска војска запленила 17.313 пушака, од чега 5.937 мартинки и само 88 винчестерки. По званичном ценовнику Кнежевине Србије од 1. марта 1879, мартинке су вределе 60, винчестерке 72, снајдерке 33, а руске крнке само 25 динара. Пушке домаће производње биле су јефтинијеː по ценовнику од  16. августа 1877. гриноваче су вределе 60 гроша (24 динара), а пибодуше 70 гроша (28 динара). Према томе, једна мартинка вредела је као 2 пибодуше, које су биле најбројније српске војничке пушке тог времена.